# 梧玖莊園

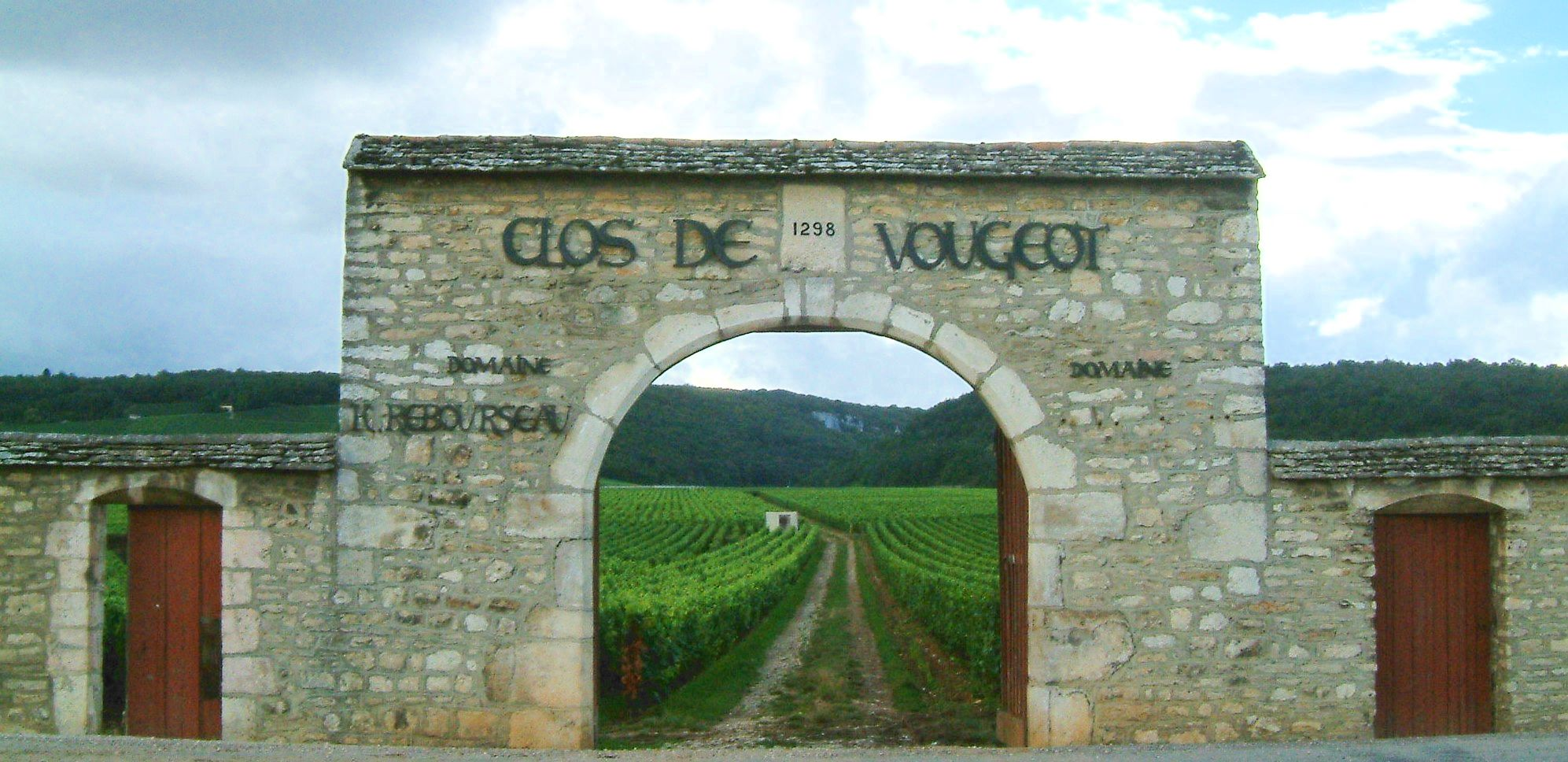
梧玖莊園其中一個大門。

梧玖莊園（法語：Clos de Vougeot）是法國的一處葡萄酒產地，位於勃艮第地區的夜丘產區，也是夜丘產區規模最大的葡萄園。

## 歷史
梧玖莊園的歷史起源自12世紀初期，最早是一座修道院的葡萄園，由教士興建牆壁，包圍起來開墾種植。原本屬當地教會擁有，但在法國大革命期間，被法國新政府沒收，並在其後轉售予私人買家。如是者歷經數百年，到2000年，整個莊園已是由八十多個買家共同擁有 。

## 規定
按法國紅酒法律规定，梧玖莊園的葡萄酒，必須85%是黑比諾釀製，而這些黑比諾葡萄，亦必須種植於梧玖莊園。而餘下的15%，則可包括由莎當妮、灰比諾、白比諾葡萄釀出的酒。